# Mély a Tiszának a széle
A Mély a Tiszának a széle kezdetű magyar népdalt Kerényi György gyűjtötte Kemsén, Baranya vármegyében 1935-ben.
Ennek a népdalnak is számos dallam- és szövegváltozata van.
Feldolgozások:
| Szerző         | Mire    | Mű                             | Előadás |
| -------------- | ------- | ------------------------------ | ------- |
| Weiner Leó     | zongora | Magyar parasztdalok, 3. darab  | [ 2 ]   |
| Weiner Leó     | zongora | Magyar népi muzsika, 21. darab | [ 3 ]   |
| Soproni József | zongora | Zongoraiskola I., 86. darab    | [ 4 ]   |

## Kotta és dallam
| Mély a Tiszának a széle, de még mélyebb a közepe. Szőke, barna legény kerülgeti, által akar rajta menni. | Által akar rajta menni, bazsarózsát szakajtani. Rózsa, bazsarózsa, ne bokrosodj, énrám babám ne várakozz. | Mert ha énrám várakozol, soha meg nem házasodol. Sej, de olyan leszel, mint a gólya, kinek nincsen pártfogója. |

## Felvételek
- Palóc népdalok - Mély a Tiszának a széle. Duna-együttes Ének- és Zenekara  YouTube (1961. november 17.)  (Hozzáférés: 2016. április 8.) (audió)
- Mély a Tiszának a széle. cimbalom.nl (Hozzáférés: 2016. április 8.) (audió) arch
- Mély a tiszának a széle. YouTube (Hozzáférés: 2016. április 8.) (audió)